# 23894 Arikahiguchi
23894 Arikahiguchi este un asteroid din centura principală de asteroizi.

## Descriere
23894 Arikahiguchi este un asteroid din centura principală de asteroizi. A fost descoperit pe 16 septembrie 1998 la Stația Anderson Mesa în cadrul programului LONEOS. Asteroidul prezintă o orbită caracterizată de o semiaxă mare de 3,05 ua, o excentricitate de 0,08 și o înclinație de 5,5° în raport cu ecliptica.